# Камбукира
Камбукира (порт. Cambuquira) — муниципалитет в Бразилии, входит в штат Минас-Жерайс. Составная часть мезорегиона Юг и юго-запад штата Минас-Жерайс. Входит в экономико-статистический микрорегион Сан-Лоренсу. Население составляет 13 299 человек на 2006 год. Занимает площадь 246 км². Плотность населения — 54,1 чел./км².

## История
Город основан 12 мая 1911 года. 

## Статистика
- Валовой внутренний продукт на 2003 год составляет 74 031 086,00 реалов (данные: Бразильский институт географии и статистики).
- Валовой внутренний продукт на душу населения на 2003 год составляет 5716,69 реалов (данные: Бразильский институт географии и статистики).
- Индекс развития человеческого потенциала на 2000 год составляет 0,788 (данные: Программа развития ООН).

## География
Климат местности: горный тропический. В соответствии с классификацией Кёппена, климат относится к категории Cwb.